# Prefectura Fukui
Prefectura Fukui (福井県 Fukui-ken?) este una din prefecturile din Japonia.

## Geografie

Harta prefecturii Fukui

### Municipii
Prefectura cuprinde 9 localități cu statut de municipiu (市):
| - Awara - Echizen - Fukui (centrul prefectural) | - Katsuyama - Obama - Ōno | - Sabae - Sakai - Tsuruga |

## Legături externe
Materiale media legate de prefectura Fukui la Wikimedia Commons